# Timochares ruptifasciata
Timochares ruptifasciata är en fjärilsart som beskrevs av Carl Plötz 1884. Timochares ruptifasciata ingår i släktet Timochares och familjen tjockhuvuden. Inga underarter finns listade i Catalogue of Life.